# كلارنس غاريت
كلارنس غاريت (بالإنجليزية: Clarence Garrett) هو لاعب كرة قاعدة أمريكي، ولد في 6 مارس 1891 في Reader, West Virginia ‏ في الولايات المتحدة، وتوفي في 11 فبراير 1977 في مووندسفيل في الولايات المتحدة.

## وصلات خارجية
- كلارنس غاريت على موقعبيزبول رفرنس.كوم (الدوري الرئيسي) (الإنجليزية)
- كلارنس غاريت على موقعبيزبول رفرنس.كوم (الدوري الثانوي) (الإنجليزية)